# Relations entre l'Arménie et l'Azerbaïdjan
Les relations entre l'Arménie et l'Azerbaïdjan sont principalement marquées par des différends territoriaux qui concernent le Haut-Karabagh — sujets d'un conflit autour du Haut-Karabagh avec de nombreux épisodes de tensions de 1988 à 2023 — ainsi que par l'enclave du Nakhitchevan. Il n'existe pas de relations diplomatiques formelles entre les deux États qui sont toujours techniquement en état de guerre et les tensions restent très fortes.

## Histoire des relations
Brièvement indépendantes de 1918 à 1921, les républiques démocratiques d'Arménie et d'Azerbaïdjan ont des relations difficiles, avec notamment une guerre arméno-azerbaïdjanaise. Elles sont ensuite soviétisées puis intégrées au sein de la République socialiste fédérative soviétique de Transcaucasie jusqu'en 1936. Les deux pays redeviennent souverains en 1991.
Le visa d'entrée en Azerbaïdjan est systématiquement refusé à tout citoyen arménien et à toute personne d'origine arménienne. Il est également refusé à toute personne détentrice d’un visa délivré par les autorités du Haut-Karabagh ou d’un tampon signalant un séjour au Haut-Karabagh, ou encore dans l’une des sept régions occupées d’Azerbaïdjan. Cela se traduit par une interdiction permanente d'entrée en Azerbaïdjan. Des escarmouches ont par ailleurs toujours lieu à la frontière des deux États.
Les dépenses militaires de l’Azerbaïdjan ont quintuplé entre 2004 et 2011, pour atteindre 2,5 milliards d’euros, et représentent ainsi plus de sept fois les dépenses militaires de l'Arménie.
Le 3 septembre 2012, le président azerbaïdjanais, Ilham Aliyev, gracie, promeut, offre une maison et verse des arriérés de salaire à l'officier Ramil Safarov ; ce dernier avait été condamné à perpétuité en Hongrie en 2004 (et y avait passé huit ans en prison) pour avoir décapité à la hache la même année un militaire arménien, l'officier Gurgen Margarian, pendant son sommeil alors qu'ils participaient à un stage de langue organisé par l'OTAN à Budapest. En réponse, le président arménien Serge Sarkissian se dit notamment prêt à une « nouvelle guerre » si l'Arménie y était contrainte.
Début avril 2016, des combats ont lieu entre soldats karabakhiotes et azerbaïdjanais sur fond de conflit latent concernant le Haut-Karabagh.
Fin septembre 2020, de nouveaux affrontements s'engagent entre les deux pays,.
Le 11 janvier 2021, une réunion trilatérale se tient à Moscou entre le président russe Vladimir Poutine, le président azerbaïdjanais et le Premier ministre arménien, au cours de laquelle les dirigeants discutent de nouveaux plans pour résoudre la situation dans la région et signent une déclaration commune.
Le 6 octobre 2022, dans le cadre du sommet de la Communauté politique européenne, une déclaration a été publiée sur le site officiel de l'Elysée à la suite de la rencontre du président de l'Azerbaïdjan Ilham Aliyev avec le président de la République française Emmanuel Macron, président du Conseil de l'Union européenne Charles Michel et du Premier ministre de la République d'Arménie Nikol Pachinian, dans laquelle il déclare que l'Arménie et l'Azerbaïdjan ont réaffirmé leur attachement à la Charte des Nations unies et aux accords d'Alma-Ata de 1991 et reconnaissent l'intégrité territoriale et la souveraineté de l'autre.
Aux termes d'une brève opération militaire, la guerre de 2023 au Haut-Karabagh se solde par un cessez-le-feu et le dépôt des armes par les séparatistes du Haut-Karabagh ; le territoire réintégrant de fait l'Azerbaïdjan. Plus de 100000 Arméniens quittent le Haut-Karabagh.
Depuis décembre 2023, les deux pays tentent de normaliser leurs relations. Ainsi, le 7 décembre 2023, des pourparlers ont lieu entre le cabinet du Premier ministre arménien Nikol Pachinian et celui du président azerbaïdjanais Ilham Aliyev. Au terme de ces pourparlers, les deux pays se sont mis d'accord sur un communiqué commun dans lequel ils s'engagent à prendre « des mesures concrètes visant à renforcer la confiance » et ont réaffirmé « leur intention de normaliser leurs liens et de signer un accord de paix »,. L'Arménie a également annoncé retirer sa candidature à l'organisation de la COP29 l'an prochain, et soutenir celle de l'Azerbaïdjan et les deux pays se sont également entendus sur la libération de 32 prisonniers de guerre arméniens en échange de celle de deux soldats azerbaïdjanais,. Le 28 janvier 2024, le Premier ministre arménien Nikol Pachinian propose à l'Azerbaïdjan de mettre en place un pacte de non-agression dans l'attente d'un traité de paix global.
En janvier 2025, Ilham Aliyev accuse l'Arménie d'être gouvernée par des « fascistes » et que ceux-ci seraient une « menace pour la région ».
Le 8 août 2025, sous l'égide de l'administration Trump, les présidents des deux pays signent à la Maison-Blanche une déclaration commune qui acte la fin du conflit du Haut-Karabagh.